# Колокольня Крупицкого монастыря
Колокольня Крупицкого монастыря — надвратная колокольня Крупицко-Батуринского Николаевского монастыря и памятник архитектуры национального значения в Вербовке.

## История
По монастырской легенде, Свято-Николаевский Крупицкий Батуринский монастырь основан ещё в XI веке на территории нынешних сёл Осич и Вербовка Нежинского района Черниговской области.
Сначала колокольня была деревянной — как и все монастырские здания. Она изображена на рисунке Крупицко-Батуринского Свято-Николаевского монастыря неизвестного автора конца XVII — начале XVIII в., размещенном на титульном листе монастырского синодика. В то время оборонительные сооружения монастыря являли собой деревянную ограду на столбах с тремя угловыми башнями, вынесенными за линию монастырской стены для возможности ведения фронтального огня. Оборонительными узлами были двое ворот: парадные с двухэтажным надвратным корпусом со стороны Сейма и северные — в нижнем ярусе двухэтажной деревянной колокольни, которая находилась в створе северного отрезка ограды.
Строительство новой каменной колокольни на месте старой деревянной велось в период 1823—1825 годы при игумене Гервасии (1806—1831). Её возвели в два яруса.
Игумен Августин (1853—1870) решил было достроить колокольню, но оказалось, что в качестве материала для её строительства были использованы остатки Меньшиковского погрома 1708 года. При этом использовался глиняный, а не известняковый раствор. Колокольню в 1853 году разобрали до основания и построили новую по примеру колокольни Максаковского Спасо-Преображенского монастыря. На ней было установлено 7 колоколов, один из которых — весом в 100 пудов. Его изготовил известный мастер из соседнего села Митченки Никифор Котляр.
Постановлением Кабинета Министров УССР от 24.08.1963 № 970 «Про упорядочение дела учёта и охраны памятников архитектуры на территории Украинской ССР» («Про впорядкування справи обліку та охорони пам’ятників архітектури на території Української РСР») присвоен статус памятник архитектуры национального значения с охранным № 841 под названием Колокольня (село Осич).

## Описание
Колокольня входит в комплекс Крупицко-Батуринского Николаевского монастыря — на правом берегу реки Сейм, что непосредственно юго-западнее села Вербовка. Памятник хорошо видно с обеих берегов и поймы реки Сейм. Её высокий объём расположен в перспективе двух путей, ведущих к монастырю. Сейчас колокольня и весь комплекс Крупицко-Батуринского Николаевского монастыря входит в состав Национального историко-культурного заповедника «Гетманская столица».
Кирпичная, оштукатуренная и побеленная, трёхъярусная колокольня. Представляет традиционный тип колокольни — восьмерик на четверике, который венчает купол в барокковых формах. В основе композиции — ярусная постройка. Высота — 31,05 метров. Четверик (основа строения) размерами 8,8×8,8 м. Он имеет два этажа: в нижнем этаже находится проезжая арка, верхнем — глухая.
Грани восьмерика прорезаны большими отверстиями для колоколов. Арочные проемы для колоколов направлены по направлениям мира. Два восьмерики имеют грани по углам. Скромное декоративное оформление восьмериков противопоставлено насыщенном отделке основания колокольни, четверика. Арка проезда окаймленная лопатками с архивольтом шаровидного очертания. Выше в два яруса расположены плоские арочные ниши, разделенные полуколонны, как на фасадах соборов Крупицкого Батуринского и Густынского монастырей.
Завершают колокольню кокошники сложных очертаний, восьмигранный подбанник с круглыми окнами и грушевидная баня с фонариком. В архитектуре верха сооружения заметно влияние романтизма: романская аркатура, неорусские кокошники. С восточной и западной стороны колокольню фланкировали одноэтажные корпуса, которые не сохранились.